# Rudolf Lippert
Pour les articles homonymes, voir Lippert.
Rudolf "Rolf" Lippert (29 octobre 1900 à Leipzig - 1er avril 1945 à Bielefeld) est un champion olympique de Concours complet d'équitation et un Generalmajor allemand dans la Heer au sein de la Wehrmacht durant la Seconde Guerre mondiale.
Il a été récipiendaire de la Croix de chevalier de la Croix de fer. Cette décoration est attribuée pour récompenser un acte d'une extrême bravoure sur le champ de bataille ou un commandement militaire avec succès.

## Biographie
En 1936, Rudolf Lippert et son cheval Fasan ont gagné la médaille d'Or par équipes du Concours complet d'équitation en tant que membre de l'équipe national d'équitation après avoir fini 6e aux concours complet d'équitation individuel des Jeux olympiques d'été de 1936.

## Décorations
- Croix de fer (1914)
  - 2e Classe
- Croix d'honneur
- Médaille des Sudètes
- Croix de fer (1939)
  - 2e Classe
  - 1re Classe
- Croix de chevalier de la Croix de fer
  - Croix de chevalier le 9 juin 1944 en tant que Oberst et commandant du Panzer-Regiment 31[1]
- Bande de bras Kurland